# Wall Lake (Iowa)
Wall Lake – miasto w Stanach Zjednoczonych, w stanie Iowa, w hrabstwie Sac. W 2000 liczyło 841 mieszkańców.